# Moneda
|  | Aquest article tracta sobre la moneda com a unitat monetària. Per a d'altres significats, vegeu moneda (peça de metall). |

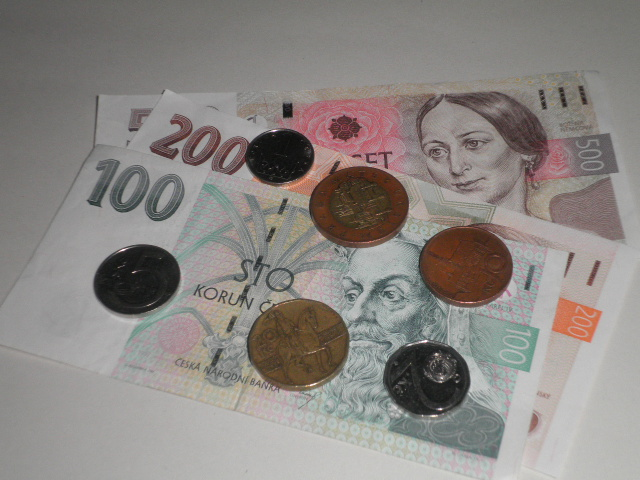
Monedes i bitllets, les dues formes més comunes de moneda

La moneda o unitat monetària d'un estat és una unitat de canvi que facilita la transferència de béns i serveis. Apareix en forma de peces de metall anomenades monedes –generalment rodones–, de peces de paper anomenades bitllets o paper moneda i, modernament, en forma de polímer. Altres tipus de moneda són l'anomenat «diner de plàstic» (targetes de crèdit), els xecs o pagarés, els xecs de viatge o traveler cheques, etc. De la moneda estrangera en mans de particulars o de l'estat se'n diu divises.
Els diners en forma de moneda han tingut un paper important a les civilitzacions humanes des de fa aproximadament 12.000 anys.

## Etimologia
El seu nom prové del llatí moneta, ja que la casa on es va encunyar a Roma estava annexa al temple de la deessa Juno l'Avisadora o Juno Moneta, que tenia aquesta activitat sota la seva protecció. Aquest lloc on es fa l'encunyació de monedes es coneix amb el nom de seca o casa de moneda.
Una moneda física té cara, creu i cantell.

## Sistema monetari
Els sistemes monetaris són realitats complexes en què cal distingir els nivells següents:
1. unes mercaderies concretes realment existents en el mercat (siguin mercaderies produïdes, siguin mercaderies productores), que hom vol intercanviar. Com a mercaderia es defineixen els béns que són útils per a satisfer les necessitats consumidores (béns utilitaris). L'utilitarisme mercantil, desenvolupat pels humans, es caracteritza bàsicament pel fet que els béns produïts no són consumits pels productors, sinó que són intercanviats en un mercat, i per mitjà d'unes convencions reguladores que constitueixen un sistema monetari.
2. unes unitats monetàries, convencions numèriques-abstractes universals, que serveixen per a determinar amb exactitud el valor d'intercanvi de cada una i totes les mercaderies concretes anteriors.
3. uns valors mercantils (preus i salaris), valors mixtos resultants de la comparació entre mercaderies concretes i unitats monetàries, on a cada mercaderia concreta se li assigna un valor mercantil, un nombre determinat d'unitats monetàries que conté. L'assignació a la mercaderia produïda dona un preu de venda. L'assignació a la mercaderia productora dona un salari. Preus i salaris són realitats mixtes, concretes-abstractes, ja que resulten de la comparació entre mercaderies concretes i unitats monetàries abstractes.
4. uns instruments monetaris, documents que avisen i informen del reconeixement d'un deute, per una quantitat determinada d'unitats monetàries, d'una persona envers una altra (ben determinades també les dues). És un document que registra una lliure transacció mercantil, el seu interès radica en el fet que permet la desaparició del troc (l'intercanvi directe d'una mercaderia concreta A per una mercaderia concreta B), i possibilita d'efectuar intercanvis diferits, tant en el temps com en l'espai.

La unitat monetària és una unitat de mesura, i com a tal, és radicalment abstracta. L'instrument monetari és un document que registra, alhora, un acte de mesura (una mesura consistent en la fixació d'un valor mercantil) i un acte mercantil (una transacció).
Tant l'una com l'altre no tenen, en definitiva, cap sentit, si no existeix una mercaderia concreta a mesurar i a intercanviar contractualment. Les mercaderies concretes realment existents són, doncs, el fonament últim de l'existència d'unitats monetàries, de valors mercantils (preus i salaris) i d'instruments monetaris: és a dir, de l'existència de sistemes monetaris.
En un principi, el mercat (intercanvi de mercaderies) es desenvolupava sense necessitat d'un sistema monetari. S'esdevenia el troc: una mercaderia concreta era bescanviada per un altre. L'únic factor a tenir en compte eren les necessitats particulars dels dos agents del canvi: si aquestes necessitats quedaven satisfetes, el troc era arranjat. El troc s'esdevé dins un ordre qualitatiu (percepció de la satisfacció), ja que hi manca un patró quantitatiu de valor que permetés de calcular l'equivalència entre els valors de dues mercaderies qualssevol.
Però quan l'utilitarisme mercant d'una societat creix, s'amplifica, es complexifica, llavors es fa patent la necessitat d'un sistema de mesura del valor quantitatiu de canvi de les mercaderies, que permeti realitzar intercanvis quantitativament equivalents. Així neix la unitat monetària.
Per a mesurar el valor de canvi de les mercaderies concretes utilitzem unitats monetàries: convencions socials totalment abstractes i universals. Són abstractes perquè són pures convencions formals, buides de contingut concret; són universals perquè constitueixen un comú denominador comptable-abstracte de totes les concretes i heterogènies mercaderies existents en el mercat conjunt considerat: és a dir, les vessen en un únic sistema d'intercomparació, intermesura i internumeració.
Així cada concreta mercaderia conté, per convenció, un cert nombre d'unitats monetàries abstractes: gràcies a aquesta homogeneïtzació monetària de les mercaderies concretes, heterogènies, hom pot fàcilment calcular equivalències numèricament exactes entre diferents mercaderies.
Tot i això, cal fer esment a què la introducció d'una unitat monetària en un mercat no fa desaparèixer el troc, l'intercanvi concret de dues mercaderies concretes: únicament el facilita i el perfecciona numèricament.

## Història

### El troc antemonetari
Dels estudis realitzats sobre l'intercanvi utilitari entre els pobles primitius existents en l'actualitat, es dedueix que entre aquests pobles (i potser també, per paral·lelisme etnogràfic, entre els pobles prehistòrics), el troc no té un caràcter únicament utilitari, sinó que acompleix sobretot una funció social. En les poblacions humanes d'organització social més senzilla (les de caçadors-recol·lectors), el sosteniment individual i familiar està sempre assegurat i per tant, l'intercanvi no és vitalment necessari. Sí que és, en canvi, socialment necessari perquè serveix per a establir llaços d'amistat o aliances amb altres grups; o bé per a afermar les relacions socials existents en l'interior del propi grup.
A causa de la gran importància d'aquest component social del troc primitiu, aquest està moltes vegades revestit de formalitats, de rituals complexos lligats a la màgia, és a dir, a la concepció sagrada de la vida de l'home. Tot acte d'intercanvi és considerat sagrat, com tota relació social.

### La realitat monetària entre els pobles primitius
Entre els pobles primitius existents en l'actualitat, el coneixement i la utilització d'alguna mena de sistema monetari destaca en tres parts del món: l'Àfrica occidental i el Congo; la Melanèsia i Micronèsia; l'est de Nord-amèrica.
Cal fer ressaltar el fet que tots els pobles d'aquestes zones desenvolupen un utilitarisme ja avançat, de tipus neolític, sigui agrícola o pastoral, però és encara poc especialitzat: cada petita unitat social-productora pot encara, en gran manera, autoabastir-se i per això, el troc utilitari conserva encara un caràcter fortament social.
Tot i que aquests pobles no empren cap sistema d'escriptura, disposen d'uns sistemes monetaris constituïts pel que hem anomenat unitats monetàries i valors mercantils. Entre aquestes poblacions primitives actuals (principalment en les zones esmentades), certs objectes estan revestits d'una gran importància social: són símbols de riquesa, i confereixen a qui els posseeix prestigi social.
Aquests objectes concrets semblen tenir dues funcions molt ben diferenciades:
- Funció social: els objectes són emprats en base una funció fonamentalment social, creadora i mantenidora de relacions socials. Es desenvolupa a través de l'intercanvi real, concret d'aquests objectes concrets -que en certes ocasions són molt ben especificades i de gran importància social.
- Funció utilitària: els objectes són emprats en base una funció estrictament utilitària, la de servir de patrons de mesura de valor en l'intercanvi dels béns utilitaris corrents. En aquest segon cas, dits objectes no són mai realment intercanviats, sinó que són únicament una referència abstracta per a calcular equivalències entre altres mercaderies, valorades en ells: això és el que hem anomenat una unitat monetària. Els valors en unitats monetàries assignats a les mercaderies (produïdes o productores) són els valors mercantils de les dites mercaderies. Per exemple, a les illes de l'Almirallat (Malàisia), els nadius poden avaluar tots els seus béns en petxines i dents de gos. En els intercanvis corrents però, les petxines i les dents de gos no s'utilitzen gairebé mai, mentre que el seu ús és obligatori en els intercanvis rituals. Entre els lele de Kasai (Congo), la tela de ràfia constitueix el patrimoni nupcial de què tot home que es vulgui casar ha d'estar proveït. Però, a la vegada, els béns que són objecte d'intercanvi no ritual poden avaluar-se en unitats de tela de ràfia: en aquests intercanvis, doncs, la tela de ràfia no intervé com a mercaderia concreta, sinó únicament com a patró de valor.[3]

Podem indicar que en aquestes pobles es dona l'existència d'unitats monetàries abstractes, i no d'objectes monetaris concrets. No obstant això, pel fet que aquests objectes són sovint intercanviats cerimonialment en ocasió de certs esdeveniments socials, molts etnòlegs els han equiparat a una forma disminuïda, o primitiva, de la moneda metàl·lica, concreta, que estava en vigor entre tots els pobles civilitzats actuals fins fa un temps (fins que fou substituïda definitivament pels anomenats bitllets de banc). Per a poder generalitzar la interpretació utilitària, l'ús de l'objecte com a patró de valor, a tots els pobles neolítics que coneixen alguna mena de realitat monetària caldria fer estudis exhaustius que avui dia no existeixen -o, en tot cas, no estan al nostre abast. La majoria de les vegades, la documentació etnològica que posseïm és insuficient per a poder confirmar o informar amb base empírica un estudi global de l'utilitarisme primitiu.

### Els sistemes monetaris de les civilitzacions naixents
L'arqueologia ens ha descobert, en els darrers decennis, com nasqueren les primeres civilitzacions a l'Àsia Sud-occidental, la vall de l'Indus, Egipte, més tard a l'Egeu, la vall del Danubi…
Aquestes civilitzacions estaven fonamentades en un utilitarisme neolític avançat, de conreu extensiu de cereals i amb una divisió del treball ben establerta. Amb elles apareix l'escriptura; però l'escriptura no és sinó la conseqüència de la utilització d'instruments monetaris.
Aquestes societats comptaven, des dels inicis de la seva neolitització, probablement, amb unitats monetàries ben definides. Per exemple, a Mesopotàmia la unitat monetària era l'ordi, i més tard també la plata. Això no significa que en els intercanvis concrets hom baratés mercaderia contra ordi (o plata), sinó únicament que l'ordi i la plata eren els patrons de valor en relació als quals podia expressar-se el valor de cada una i totes les mercaderies.
Amb l'inici de l'edat del bronze, durant el quart mil·lenni abans de Crist, les civilitzacions del Proper Orient coneixen un desenvolupament econòmic notable: es dona un dràstic augment de la població a Pèrsia i Mesopotàmia, i apareix l'especialització artesana i els inicis del comerç a gran escala. El comerç es realitza a distàncies molt llargues. Aquesta espècie d'explosió econòmica va aparellada amb el sorgiment d'uns artefactes molt curiosos, que recentment han estat estudiats i interpretats. Es tracta de les bullae, que són com unes bosses d'argila, més o menys esfèriques, plenes de diferents figuretes de fang, i segellades en l'exterior. Aquestes bullae són hereves d'un complex sistema de comptabilitat a base de fitxes -segons sembla, representatives de diferents mercaderies i diferents valors numèrics- que data dels inicis del Neolític, cap al IX mil·lenni aC. Aquestes fitxes són del mateix tipus de les que es troben, més tard, a l'interior de les bullae.
Però l'aparició de les bullae representa un canvi qualitatiu important. Podem interpretar el fet que les fitxes estiguessin juntes i tancades en un sobre d'argila, com a indicació que tals fitxes eren representatives d'una determinada transacció efectuada entre dues persones. El fet que moltes de les bullae descobertes fins al moment duguin dos segells diferents, sosté aquesta interpretació. Així doncs, les bullae no serien altra cosa que un instrument-document monetari preescritual: un document que fa de mitjancer i registra una transacció mercantil elemental efectuada. Probablement, a més a més, aquestes bullae podien ser intracompensades, perquè sabem que els temples mesopotàmics desenvolupaven, ja en aquesta època, funcions bancàries i administratives complexes. Les bullae, doncs, acomplien alhora les funcions del que avui en diríem albarà conformat, factura acceptada i xec tirat pel client. Més endavant, les bullae es transformaren en les tauletes cuneïformes: les fitxes tancades en l'interior del sobre passaren a representar-se gràficament en l'exterior, esdevenint aquest l'origen més probable de l'escriptura cuneïforme.

### La moneda metàl·lica concreta
Entorn de mitjans del III mil·lenni aC., a Mesopotàmia, els instruments monetaris canviaren radicalment de naturalesa.
Els instruments monetaris primitius anteriors eren de naturalesa radicalment abstracta-auxiliar, estaven desproveïts de valor intrínsec. El seu funcionament no implicava l'ús de cap objecte concret, sinó únicament la referència a una unitat monetària abstracta. Encara que la unitat monetària abstracta estigués simbolitzada per una mercaderia concreta determinada (unes petxines, un sac d'ordi, un bou...), aquesta mercaderia no intervenia mai realment en les transaccions, ja que el que interessava era fer referència abstracta al seu valor, i no intercanviar altres béns per ella.
A Mesopotàmia apareix i es generalitza un nou tipus d'instrument monetari: la moneda metàl·lica. La moneda metàl·lica (d'or, de plata...) deixa d'ésser un instrument auxiliar-abstracte, ja que és un objecte ben concret, proveït de valor intrínsec (de valor per ell mateix). La moneda metàl·lica (i en general, qualsevol instrument monetari constituït per un objecte concret) s'anomena també moneda-mercaderia, perquè la seva característica principal és que una mercaderia concreta és escollida entre totes les altres, per a fer de mediadora en qualsevol intercanvi de qualsevol altra mercaderia; és a dir, s'entrega una mercaderia contra una moneda-mercaderia.
A Babilònia, durant el regne d'Hammurabi (1760 aC.), està plenament provat l'ús de lingots d'or, plata o bronze. Però no només la civilització mesopotàmica realitzà aquest canvi decisiu. Totes les civilitzacions històriques anaren entrant, més tard o més d'hora, en el sistema monetari metal·lista. A la vall de l'Indus s'utilitzaren barres de coure oblongues; entre els hitites, lingots de ferro; a Micenes, plaques de bronze que imitaven pells de bèsties, i a la Xina també plaques de bronze en forma de vestits.
Els primers instruments monetaris metàl·lics eren, fins i tot, en l'interior de cada civilització i de cada ciutat-imperi, de formes molt diverses i de qualitats de metall molt variables. Per aquest motiu, a cada transacció calia pesar i provar el metall utilitzat. Més endavant, per a superar aquest inconvenient es generalitzà l'ús de peces de metall normalitzades, garantides per un pes i una qualitat determinades. La garantia era donada pel segell de la persona que encunyava les peces -segell que es gravava en la peça: aquestes peces són les monedes pròpiament dites, i les primeres de què tenim notícia documentada remunten al segle VII aC., a l'Àsia Menor.
Si en un principi qualsevol persona amb suficient autoritat i riquesa podia encunyar la seva pròpia moneda, amb el transcurs del temps aquesta funció fou monopolitzada pels poders oficials.
La moneda metàl·lica concreta ha perdut la característica fonamental dels instruments monetaris primitius: aquests eren un document de la transacció efectuada; en canvi, la moneda metàl·lica és essencialment antidocumentària. La moneda metàl·lica té tres característiques que la fan totalment negada a qualsevol intent de documentació eficaç: és anònima (no personalitza els agents de la transacció), és uniforme (no analitza les característiques de la transacció) i és dinàmica, circula indefinidament (no permet cap mena d'estadística).
En cada transacció mercantil l'única funció que acompleix la moneda metàl·lica és la de ser un mitjà de pagament, és a dir, un instrument que permet de resoldre, concloure o tancar la transacció, o acte en qüestió: amb l'entrega d'unes peces de moneda, hom pot donar per pagada, qualsevol situació monetària. Des d'aquest punt de vista, l'ús de moneda metàl·lica és fins i tot molt més fàcil, ràpid i còmode que la redacció d'un instrument monetari documentari, que ha de ser escrit, signat i posteriorment compensat.
Ara bé, els sistemes metal·listes tenen un límit molt precís per al seu desenvolupament, que és la quantitat de metall que es pot encunyar i és existent en una comunitat geopolítica donada en un moment donat.

### De la moneda metàl·lica al paper-moneda
Els instruments monetaris actuals continuen essent essencialment antidocumentaris. Ara bé, des de l'aparició de la moneda metàl·lica fins als nostres dies, els instruments monetaris han anat retornant lentament a una de les seves característiques originàries: l'abstracció, que fou assolida definitivament a partir de 1914.
Els sistemes monetaris són construccions abstractes que tenen per funció de facilitar -a través de la quantificació que permeten- els intercanvis de mercaderies concretes i, més endavant, amb els instruments monetaris també els documenten. Aquestes construccions abstractes, doncs, corren paral·lelament a les concretes mercaderies, produïdes o productores, existents; evolucionen amb elles i s'adapten a elles. Des del moment que substituïm la construcció abstracta per un objecte concret i, a més, escàs -els metalls preciosos-, aquesta flexibilitat del sistema monetari, aquesta capacitat d'adaptació a la realitat mercant es perd definitivament. En resulten greus distorsions, tant de la nostra visió de la realitat, com del sa funcionament d'aquesta.
En l'edat mitjana, l'escassedat de metalls preciosos portava els monarques o altres autoritats encunyadores de moneda, a practicar manipulacions monetàries. Com que l'emissió i el curs legal de la moneda estan en mans de les autoritats del lloc, aquestes poden fer que el valor nominal i legal de les peces de moneda no correspongui al seu valor real en metall (sigui encunyant una nova moneda amb el mateix valor nominal, però que contingui menys quantitat de metall; o sigui augmentant oficialment i artificialment el valor nominal de les peces en circulació). Per aquest procediment, l'autoritat encunyadora podia realitzar els seus pagaments utilitzant una quantitat menor de metall. Aquestes pràctiques foren corrents durant tota la Baixa edat mitjana: els Tresors reials s'endeutaven gairebé permanentment, i trobaven en aquest artifici monetari una solució als seus problemes. Però aquesta solució només era momentània, ja que la conseqüència inevitable de les manipulacions monetàries era l'alça de preus i salaris, alça que agreujava novament la situació monetària de l'Estat, que havia així de procedir a noves manipulacions, iniciant un cicle infernal. Però els més perjudicats eren sempre les classes populars, que no tenien suficient poder de compra per a fer front a les alces de preus, i que tampoc no tenien la capacitat de manipular la moneda que els era imposada. Les manipulacions monetàries de l'edat mitjana obren l'escletxa que comença a separar el valor real de la moneda metàl·lica concreta del valor monetari que hom li atribueix, artificialment, en funció de les necessitats. El descobriment d'Amèrica, amb les seves importants mines de metalls preciosos i tresors per a saquejar, dona un cert alleujament momentani a la penúria de metalls. Però l'enorme desenvolupament de les relacions comercials a la darreria de l'edat mitjana fa augmentar les necessitats de moneda metàl·lica. S'inventa una nova pràctica per a suplir l'escassedat de metall: la lletra de canvi.
Inicialment, la lletra de canvi és únicament un mitjà per saldar deutes a distància, per a evitar els perills del transport de metall: el comerciant de Barcelona pot pagar el seu proveïdor de Gènova per una lletra, una carta, que aquest podrà convertir en diner metàl·lic presentant-la al seu banquer, ja que el banquer de Gènova i el del comerciant de Barcelona estan en contacte. Més endavant, a la lletra de canvi s'afegeix la noció de crèdit, és a dir, de pagament diferit en el temps. El client que en el moment de la transacció no disposa de recursos suficients, pot entregar una lletra al seu proveïdor, que li garanteix el pagament del seu deute dins d'un termini de temps ben especificat. El proveïdor pot guardar la lletra fins a finalització del termini previst, moment en què li serà entregada la quantitat indicada, en metàl·lic. O bé, en lloc d'esperar la data d'acabament del termini, el beneficiari d'una lletra pot utilitzar aquesta lletra per a realitzar els seus propis pagaments, sigui cedint-la a un creditor seu (pràctica que es coneix amb el nom d'endossament); o sigui venent-la al banquer, el qual li entregarà immediatament la quantitat indicada en moneda metàl·lica, descomptant-ne un tant per cent determinat en concepte de remuneració del servei prestat, i fent-se ell càrrec del cobrament de la lletra al final del termini (aquesta pràctica se'n diu descompte).
En qualsevol cas, l'aparició de la lletra de canvi propicia la creació de nous instruments monetaris, la posada en marxa d'una nova circulació monetària, que s'afegeix a la circulació de moneda metàl·lica. Tant si la lletra de canvi circula, com si és descomptada, hi ha creació de nous instruments monetaris, diferents de la moneda metàl·lica, però que acompleixen la seva mateixa funció.
Quan la lletra circula, el que circula és simplement un paper que representa una promesa de pagament en metàl·lic a una certa data, però aquest metàl·lic encara no existeix; per tant, la lletra de canvi no substitueix la moneda metàl·lica, sinó que s'hi afegeix; és un nou instrument monetari que, a més, no té cap valor en ell mateix, sinó únicament el de la confiança que pot inspirar en què el pagament serà realment efectuat un cop el termini estigui complet.
Si el banquer descompta la lletra, hem de saber que no la paga amb els seus propis diners, sinó que ho fa amb els dipòsits dels seus clients, que en qualsevol moment poden ser reclamats; doncs, també es tracta de circulació monetària nova, perquè existeixen alhora, simultàniament, la moneda metàl·lica dels dipòsits dels clients del banc, i la de la persona que ha descomptat la lletra. El banquer sap (confia) que els dipòsits no seran tots retirats alhora i per tant, únicament li cal mantenir una relació prudent entre total de dipòsits i total d'operacions, per tal de poder en tot moment fer front als seus compromisos. Quan la lletra li sigui finalment feta efectiva, al final del termini es restablirà la normalitat de la situació.
La lletra de canvi i aquests instruments monetaris addicionals presenten una limitació: són instruments temporals que no duren indefinidament, sinó que s'acaben, desapareixen, un cop escolat el termini, un cop la lletra és feta efectiva pel seu tirador. Tard o d'hora la lletra es converteix en moneda metàl·lica.
La invenció del bitllet de banc fa desaparèixer aquesta limitació temporal. El bitllet de banc, com a tal a Europa, va ser inventat el 1656 per Johan Palmstruch, banquer d'Amsterdam creador del Banc d'Estocolm. Consisteix únicament en el fet que el banc, en lloc de pagar els seus clients amb peces de moneda metàl·lica, ho fa amb bitllets, trossos de paper que són una promesa del banc de convertir-los en metall en qualsevol moment que el seu possessor ho demani. Com que aquests bitllets no comporten termini, poden circular indefinidament fins que algú es decideixi a canviar-los en metall.
Apareixen dues circulacions monetàries permanents i diferenciades: la circulació de moneda metàl·lica concreta; i la circulació de bitllets de banc, que ja no tenen valor intrínsec, però que representen una promesa permanent de conversió en or i per tant, estan fonamentats en la confiança en el banc emissor, en la seva capacitat de fer front a les demandes de conversió. Aquesta circulació monetària, doncs, ja no és concreta, però guarda una relació amb la circulació concreta (la de moneda metàl·lica): la possibilitat permanent de convertir-se en ella. Gràcies als bitllets de banc, els bancs tenen la possibilitat de posar remei a l'escassedat de metalls preciosos. Els bancs privats emeten bitllets en quantitats que superen amb escreix el contingut en metàl·lic dels seus dipòsits, suplint la insuficient quantitat de moneda metàl·lica.
Aquest sistema monetari, basat en moneda metàl·lica i bitllet de banc convertible, caracteritza tot el segle xix en l'anomenat patró or: la moneda (tant la metàl·lica, com el bitllet de banc) és recolzada en una determinada quantitat d'or (en el cas del patró bimetàl·lic, una part d'or i una altra de plata).
Durant el segle xix, els bancs centrals dels diferents Estats monopolitzen l'emissió de bitllets de banc, que esdevenen de curs legal. Però, cada vegada que a un Estat se li presenten problemes de tipus polític o utilitari (crisis de producció; guerres; revolucions...) aquest, que ha d'atendre més despeses, emet més bitllets fins al moment que ve una crisi de confiança, on tothom vol convertir els seus bitllets en metall i llavors, es decreta el curs forçós, és a dir, la inconvertibilitat dels bitllets. Quan les coses tornen a la normalitat, la convertibilitat pot restablir-se.
Durant la Primera Guerra Mundial, les enormes despeses originades per la guerra provocaren el buidament gairebé total de les arques dels Estats bel·ligerants (l'or de les quals emigrà, en gran part, als Estats Units). Els bitllets s'emeten en grans quantitats, però la convertibilitat ha de ser suprimida. Després de la guerra, alguns països intentaren de restaurar una certa parcial convertibilitat, però la crisi del 29 acabà definitivament la qüestió.
De manera que el sistema monetari sorgit de la Primera Guerra Mundial es basa en l'abandó de la moneda metàl·lica (a l'interior de cada Estat, ja que en les relacions internacionals el patró sobreviu per un cert temps, fins a 1971, quan Nixon deslliga el dòlar de l'or) i en el predomini del bitllet de banc inconvertible: es passa del bitllet de banc convertible a or al paper-moneda que ja no té res a veure amb l'or: no en representa cap quantitat, ni pot ser convertit en ell.
El paper-moneda, el que circula en els nostres dies, es basa únicament en la convenció social que ha fet d'ell l'instrument necessari dels actes de mercat i de societat, i en la confiança que hom li acorda com a instrument que acompleix la seva funció adequadament. Per tant, la seva naturalesa és radicalment auxiliar-abstracta: el seu valor és el d'un instrument que ens ajuda en la comptabilitat i intercanvi de les mercaderies concretes existents en el mercat.

### El sistema monetari actual
En aquesta llarga evolució de la moneda metàl·lica, s'ha anat obrint una escletxa cada vegada més profunda entre el valor concret-intrínsec dels metalls preciosos, i el valor auxiliar-abstracte dels instruments monetaris. Amb l'adveniment del paper-moneda, aquestes dues realitats han quedat definitivament dissociades: ja no tenen res a veure l'una amb l'altra. El sistema monetari, lliure del llast pesant dels metalls, pot evolucionar cap a formes cada cop més intangibles, més desmaterialitzades, més abstractes, en acord amb la seva naturalesa primitiva.
Avui, el paper-moneda no és l'únic tipus d'instrument monetari utilitzat. A ell s'ha afegit l'anomenat diner escriptural, que és el poder de compra inscrit en un compte. El paper-moneda que hom porta al banc es converteix allà en unitats monetàries inscrites en un compte personal; aquestes unitats podran després circular per un simple joc d'escriptures entre comptes diferents, sense necessitat de fer circular paper-moneda: en això consisteix la compensació bancària. Dues persones que tinguin comptes corrents en el mateix o en diferents bancs, poden efectuar llurs pagaments mutus simplement inscrivint les xifres corresponents en els respectius comptes.
Aquesta nova forma de circulació monetària és la darrera invenció dels banquers per a fer front, en aquest cas, a l'escassedat de paper-moneda, controlat per l'Estat. Amb el procediment de les escriptures en compte corrent s'evita de fer córrer molt paper-moneda; però, a més, es pot crear nova circulació monetària que es genera, com abans, a través del crèdit; només que ara, el crèdit ja no es fa emetent bitllets de banc més o menys garantits pels dipòsits en metàl·lic, perquè aquesta emissió està monopolitzada per l'Estat, sinó que es fa obrint comptes corrents de crèdit, sense realitzar cap dipòsit previ en paper-moneda. La garantia d'aquest crèdit està constituïda per tots els dipòsits realment efectuats en el banc. Com abans, l'únic que cal per a garantir la solidesa d'aquest sistema és mantenir una proporció adequada entre aquestes dues circulacions monetàries: la circulació a partir dels dipòsits efectuats (que es limita a substituir la circulació de paper-moneda) i la circulació originada per crèdit (que s'afegeix a la primera).
La moneda escriptural ha esdevingut la moneda per excel·lència dels països desenvolupats, on el comerç i la indústria concorren a multiplicar els intercanvis. En alguns països industrials arriba a representar el 80% de la massa monetària total. Actualment, s'està convertint ràpidament en moneda electrònica: unes simples impulsions elèctriques i unes memòries magnètiques són suficients per a realitzar les passacions d'escriptures. El sistema monetari ha retornat a les seves característiques primitives d'abstracció i instrumentalitat: els instruments monetaris vigents no tenen cap valor intrínsec, sinó que es limiten a fer d'intermediaris en l'intercanvi de les mercaderies concretes, i a expressar el valor d'aquestes en termes d'unitats abstractes. Tot i això, conserva encara tots els vicis inherents a la moneda metàl·lica concreta: anonimat, uniformitat i dinamitat dels instruments monetaris.

## Zona monetària i control monetari
Una zona monetària és un territori on una moneda específica és el mitjà d'intercanvi comercial dominant o oficial. Per a facilitar l'intercanvi entre dues zones monetàries diferents, s'estableixen les taxes de canvi, és a dir, els preus als quals les monedes (i els béns i serveis de les zones monetàries individuals) poden intercanviar-se. Les monedes es poden classificar com a monedes en lliure flotació o monedes fixes, d'acord amb el seu règim de canvi.
En la majoria dels casos, cada estat té el control monopolístic de la seva pròpia moneda. Una excepció en són els membres d'una unió monetària supranacional, com per exemple la Unió Monetària Europea, els membres de la qual han cedit el control de llur política monetària al Banc Central Europeu.
Diversos països poden compartir el mateix nom per a la mateixa unitat monetària (per exemple, els dòlars canadencs, nord-americans, australians o neozelandesos). També diversos països poden utilitzar la mateixa moneda (com per exemple passa amb l'euro), o bé un país pot declarar la moneda d'un altre país com de valor legal al seu territori (per exemple, Panamà i El Salvador han declarat legal l'ús del dòlar dels Estats Units dins llurs territoris).
Cada unitat monetària té una moneda fraccionària, sovint valorada en 1/100 de la moneda principal: 100 cèntims = 1 euro, 100 cents = 1 dòlar, 100 penics = 1 lliura. Els valors d'1/10 o 1/1.000 també són comuns, però hi ha unitats monetàries que no tenen moneda fraccionària. Mauritània i Madagascar són els únics països que encara no usen el sistema decimal; així, l'ouguiya maurità es divideix en 5 khoums, mentre que l'ariary malgaix es divideix en 5 iraimbilanja. En aquests països, paraules com dòlar o lliura "eren simplement noms per a un determinat pes d'or". De tota manera, a causa de la inflació, aquestes unitats fraccionàries a la pràctica han caigut en desús.

## Política monetària
La política monetària és la part de la política econòmica que estableix les normes que regulen la quantitat de diner o liquiditat de l'economia amb la finalitat d'aconseguir algun objectiu determinat (control de la inflació, millores en la balança de pagaments, etc.). Es refereix també a la utilització de controls monetaris per part del govern per a regular l'economia. En aquest sentit, inclou mesures com per exemple la restricció o increment de l'oferta monetària, l'actuació sobre el tipus d'interès, etc. La política monetària suposa la intervenció del govern per regular qualsevol desviació del sistema monetari. Cadascun d'aquests objectius suposa la utilització de mètodes diferents, i el conjunt de mètodes es coneix com els instruments de la política econòmica.
Quan l'estat té el control de la seva pròpia moneda, aquest control s'exerceix per mitjà d'un banc central o a través d'un ministeri de finances o d'hisenda. La institució que té el control de la política monetària es coneix com l'autoritat monetària. Les autoritats monetàries poden tenir diferents graus d'autonomia dels governs que les creen. Als Estats Units, el banc central -conegut com la Reserva Federal- opera amb completa independència del govern, però és responsable de les seves accions davant d'ell. En altres casos, com a Cuba, és el govern el que estableix la política monetària del país.
Abans de Keynes la política monetària era l'únic instrument de la política econòmica global admès i tenia com a objectiu l'estabilitat de preus. Amb el que s'ha anomenat revolució keynesiana s'introduí la política fiscal i l'objectiu d'eliminar la desocupació. Altres objectius, com és ara la gestió del deute, l'equilibri de la balança de pagaments o el manteniment d'unes taxes de creixement predeterminades, han anat apareixent després de la Segona Guerra Mundial i han plantejat la qüestió de la comptabilització entre els objectius i de l'eficàcia dels instruments. La problemàtica referent als efectes estabilitzadors de la política monetària fou plantejada per Milton Friedman, i la discussió posterior se centrà entorn dels efectes de la política monetària. A partir de la darreria dels anys setanta, l'actuació de la política monetària s'ha vist considerablement complicada pel fort procés d'innovació financera que ha fet aparèixer una gran quantitat de nous actius líquids, de major rendibilitat que els dipòsits bancaris, creats sovint per institucions no bancàries, cap als quals s'ha desplaçat la preferència del públic. Això ha determinat la necessitat d'anar adoptant noves definicions de la variable diner, objecte de control per part de la política monetària, i a la consegüent imprecisió d'aquest control. Com a conseqüència, a mitjan anys vuitanta hom ha posat en qüestió la conveniència de continuar fent donar suport a la política monetària en la quantitat de diner, esquema que havia estat àmpliament dominant des de la crisi econòmica internacional de 1973-74.

## Moneda de reserva
Una moneda de reserva és una moneda que molts governs i institucions tenen en quantitats significatives com a component de les seves reserves de divises estrangeres. Tanmateix, tendeix a ser la moneda amb què es fan les transaccions comercials a escala global, de productes com ara petroli, or, etc.
Les dues grans monedes de reserva són el dòlar estatunidenc i l'euro, i junts representen aproximadament el 90% de les reserves mundials. Altres monedes de reserva són la lliura esterlina, el ien, el dòlar canadenc i el franc suís.